# Hermann Ebbinghaus
Hermann Ebbinghaus, född den 24 januari 1850 i Barmen, död den 26 februari 1909 i Halle, var en tysk psykologiforskare, bland annat en pionjär i studiet av minnet. 
Ebbinghaus var en av den experimentella psykologins banbrytare. Hans Über das Gedächtniss (1885) inledde det experimentella studiet av minnet och 1890 grundade Ebbinghaus den första psykologiska facktidskriften i Tyskland, Zeitschrift für Psychologie und Phychologie der Sinnesorgane. Han var även framstående som läroboksförfattare med bland annat Grundzüge der Psychologie (2 band, 1897–1913).